# Qian'an
Qian'an is een stad in de noordoostelijke provincie Hebei, Volksrepubliek China. Qian'an ligt in de prefectuur Tangshan. Qian'an heeft 648.197 inwoners (1999) en ligt ten westen van Qinhuangdao, niet ver van de Chinese Muur.